# Ethiopica cupricolor
Ethiopica cupricolor là một loài bướm đêm trong họ Noctuidae.